# Stazione di Nishi-Nasuno
La stazione di Nishi-Nasuno (西那須野駅?, Nishi-Nasuno-eki) è una stazione ferroviaria situata della città di Ōtawara, nella prefettura di Tochigi, ed è servita dalla linea principale Tōhoku sulla quale è esercitato il servizio Utsunomiya della JR East.

## Servizi ferroviari
East Japan Railway Company
■ Linea Utsunomiya (servizio della linea Tōhoku)

## Struttura
La stazione è dotata di un marciapiede a isola centrale e uno laterale con tre binari passanti in superficie, ma di fatto solo due sono usati per il servizio viaggiatori.
| 1 | ■ Linea Utsunomiya | per Nasushiobara, Kuroiso e Shirakawa |
| 3 | ■ Linea Utsunomiya | per Utsunomiya, Oyama, Ōmiya e Ueno   |

## Stazioni adiacenti
| «                | Servizio         | »                |
| Linea Utsunomiya | Linea Utsunomiya | Linea Utsunomiya |
| ---------------- | ---------------- | ---------------- |
| Nozaki           | Tutti i treni    | Nasushiobara     |